# Syndroom van Stickler
Het syndroom van Stickler is een erfelijke aandoening aan het bindweefsel. Het is een afwijking van collageen type II die onder andere problemen veroorzaakt met gewrichtskraakbeen, tussenwervelschijven en delen van het oog.
De symptomen kunnen per persoon sterk verschillen. Dit is ook al mogelijk per familie.